# Bombo de batería
El bombo de batería o bombo de pedal es un tipo de bombo que forma parte esencial de la batería, produciendo el sonido más grave de todo el conjunto. Se coloca apoyado en el suelo y es golpeado por una maza mediante un mecanismo de pedal. La parte de bombo se escribe invariablemente en la parte inferior del sistema de notación, que suele ser el pentagrama. En ese sistema, la parte para bombo se escribe bajo la primera línea, correspondiente a la nota re en clave de sol.
Comúnente también se le suele llamar tambora.

## Composición
El bombo de pedal está formado por una caja de resonancia cilíndrica (llamada armazón o casco) construida habitualmente con madera contrachapada, y dos parches atravesando los extremos abiertos del casco que se encuentran sujetos a unos aros de tensión. El parche delantero es golpeado por una maza, mediante un mecanismo de pedal. Los parches se fabrican en un tipo de plástico llamado Mylar, el cual es un material resistente al agua y la humedad y tiene pocas necesidades de mantenimiento.

## Historia
Tras la guerra civil estadounidense, en los estados sureños —y especialmente en Nueva Orleans— surgieron ciertas bandas compuestas predominantemente por músicos de raza negra y constituidas inicialmente como banda para funerales. Estas agrupaciones incorporaban instrumentos como cornetas, trombones y clarinetes, provenientes a menudo de la guerra entre estados, e incluían varios percusionistas para tocar caja, bombo y platos, los cuales se veían usualmente acoplados al bombo. Los bombos medían unas 20 o 30 pulgadas de diámetro, mientras que las cajas usaban tensión por cuerdas, típicas de las marching bands de regimientos.

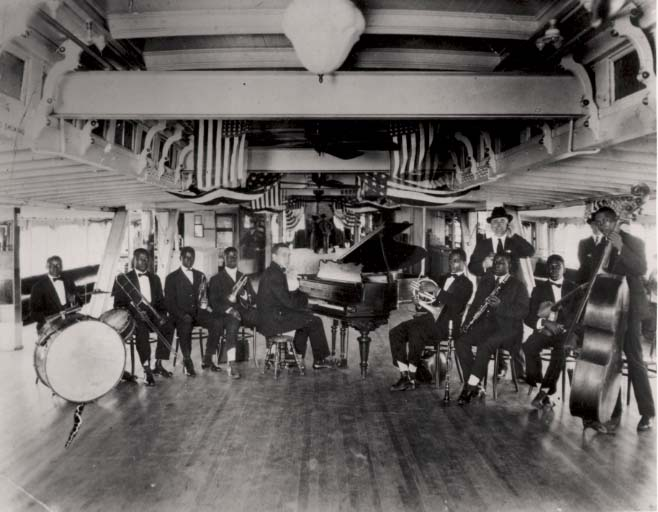
Banda de Nueva Orleans a comienzos del.

A finales del siglo XIX, estas bandas comenzaron a realizar espectáculos en interiores, proporcionando entretenimiento para bailes, fiestas, y diversos eventos sociales como vodeviles y teatros. Ciertas agrupaciones comenzaron a volverse sedentarias, orientándose únicamente para entretenimiento en interiores, e incluían instrumentos como bombo, caja, platos e instrumentos de percusión accesorios o para diversos efectos de sonido. La necesidad de dos o más percusionistas disminuyó: cada músico requería una paga y ocupaba espacio en el limitado espacio disponible, por lo que en busca de economización se esperaba que un único intérprete tocara varios instrumentos, idea a partir de la cual comenzó a originarse el concepto de batería. La caja, apoyada en un soporte y en una posición inclinada apropiada para el agarre tradicional de marcha, pasó a colocarse suficientemente cerca del bombo para que un solo músico pudiera tocar ambos instrumentos simultáneamente. Esta técnica, denominada double drumming, involucraba coordinar las manos para tocar ambas partes, el bombo posicionado a la derecha del intérprete, un pequeño plato turco montado sobre el bombo y un uso del doble golpe, y se convirtió en una marca característica del jazz en las siguientes generaciones.

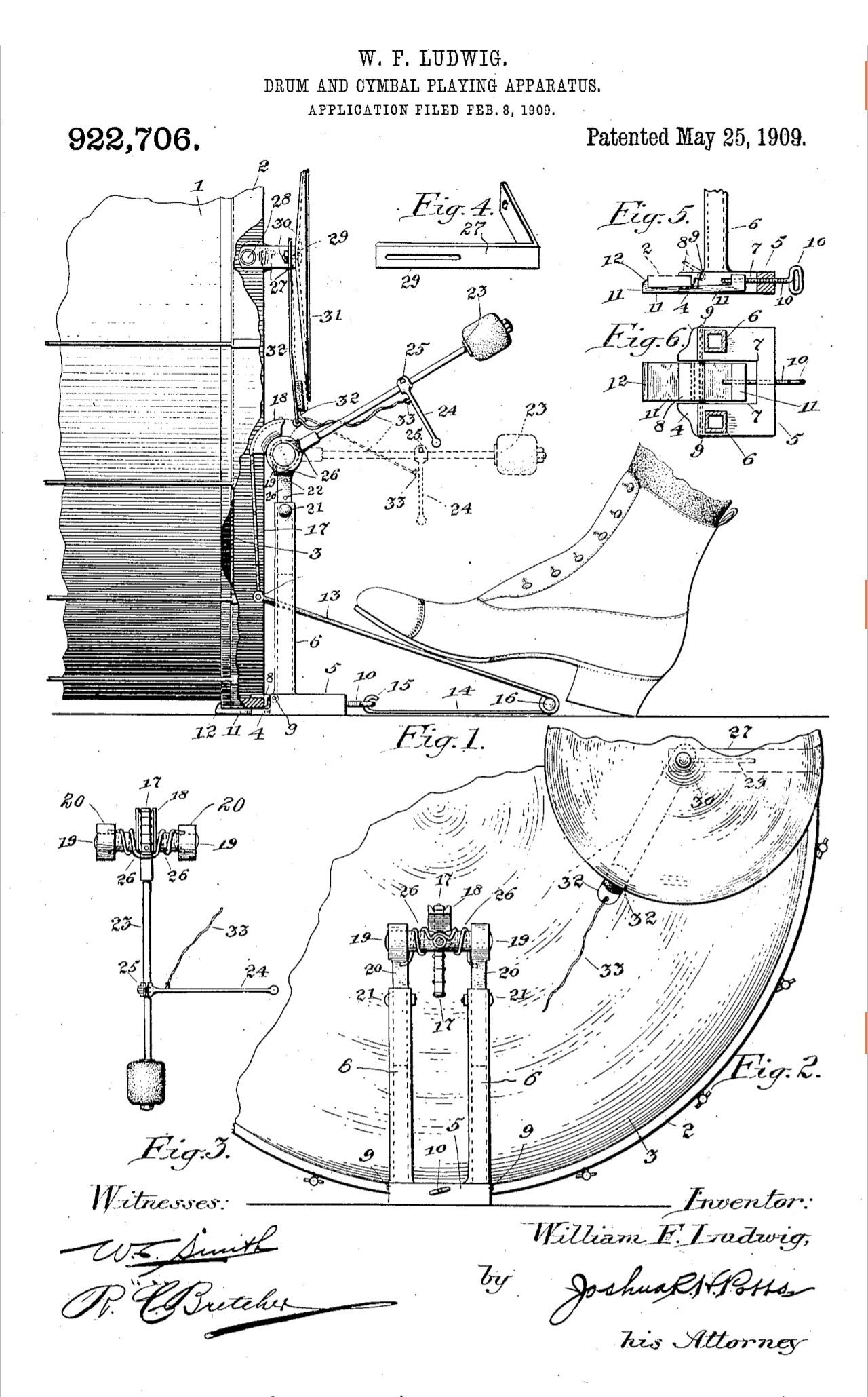
Detalle de la primera patente de pedal de William F. Ludwig.

Sin embargo, muchos intérpretes encontraron el double drumming limitado y centraron sus esfuerzos en desarrollar métodos para liberar las manos y poder tocar ritmos en la caja mientras tocaban con el pie el bombo, colocado el suelo tal que los parches estuvieran de forma vertical. En la década de 1890 se experimentó con diversos modelos de pedales para bombo, uno de los cuales incluía un dispositivo que golpeaba un pequeño plato adosado al bombo simultáneamente al golpear el parche del bombo, emulando el sonido tradicional de bombo y plato en la marcha. Por lo general, estos dispositivos contaban con complicados sistemas de movimiento de punta y talón para golpear el parche y hacer volver al pedal a su posición inicial. Algunos de estos modelos se mostraban en la forma usual, sujetos al aro inferior del bombo, mientras que otros colgaban desde arriba del bombo unidos por una cuerda a un pedal posicionado en el suelo. Otros mecanismos no contaban siquiera con pedal alguno, y estaban formados por una cuerda atada directamente al zapato del músico. Estos modelos iniciales, además de ser voluminosos y engorrosos, se mostraban algo limitados, siendo poco capaces de ejecutar adecuadamente figuras musicales sencillas como negras.
William F. Ludwig, un emigrante alemán que tenía un puesto de percusionista en un teatro de Chicago, decidió crear en 1909 su propio pedal, al no sentirse satisfecho con el modelo de madera que utilizaba para tocar los emergentes ritmos de jazz y ragtime. Ludwig fabricó el primer modelo de pedal realmente útil, el cual permitía tocar el bombo de manera más rápida, precisa y cómoda. El modelo, hecho de metal, rápidamente se popularizó y comenzó a producirse en masa bajo la firma Ludwig and Ludwig.

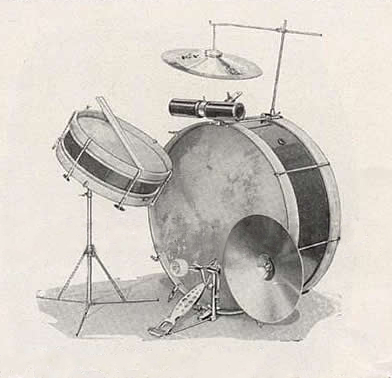
Dibujo de una configuración de batería en 1918.

A comienzos del siglo XX, los bombos eran tensionados o bien por cuerdas como en las bandas militares, o tenían varillas metálicas. Aquellos con tensión por cuerdas de las bandas militares medían normalmente 30 pulgadas de diámetro (75 cm) y 15 pulgadas de profundidad, se solían llevar delante del estómago y eran golpeados en ambos parches. Los de las bandas de música de baile contaban con tensión por varillas y eran un tanto más pequeños, aproximadamente 24 pulgadas (60cm) en diámetro. Progresivamente, se fueron usando soportes sobre el casco del bombo en donde se montaban otros instrumentos como platillos, cencerros, tom-toms o pequeños instrumentos de efectos. A esa combinación de instrumentos, acompañados de caja y charles, se le comenzó a conocer como batería.

### Evolución del bombo en la batería

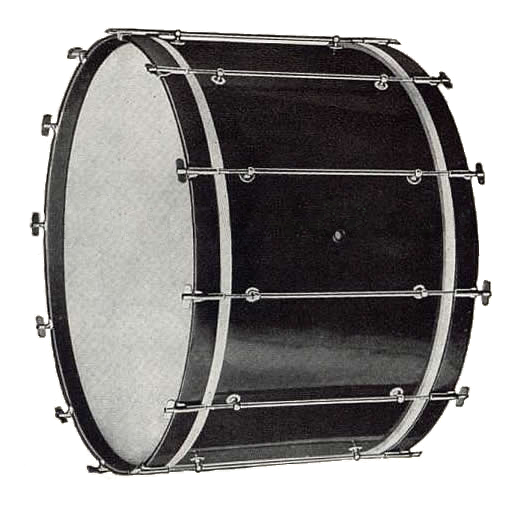
Modelo de bombo diseñado por Ludwig & Ludwig en 1919, fabricado en caoba y con tensión separada.

Los bombos que se usaban en baterías de las primeras décadas del siglo XX tenían unas medidas de 28", 30" o 32" de diámetro, y unas 14" o 16" de profundidad. No tenían ningún sistema apagador, y contaban con unas espuelas sujetas a los aros para mantener en su sitio el instrumento. El peso de los modelos —fabricados en madera sólida habitualmente de arce, nogal o caoba— garantizaba su estabilidad. El uso de bombos de estas medidas era adecuado en actos al aire libre en los que no había amplificación y se necesitaba gran volumen, pero los baterías requerían sin embargo kits más compactos para facilitar el traslado de los instrumentos y su uso en locales cerrados. En busca de soluciones, diversas compañías comenzaron a intentar convertir el bombo en un estuche contenedor, e incluso en 1917 William A. Barry patentó un modelo de bombo plegable de chapas de aluminio de 28" por 14", el cual podía doblarse en cuatro partes y ser empaquetado ordenadamente en una funda elíptica. En la década de 1920 otras compañías siguieron esta misma dirección con el lanzamiento de algunos modelos plegables más, aunque por lo general estos bombos no consiguieron demasiada durabilidad. 

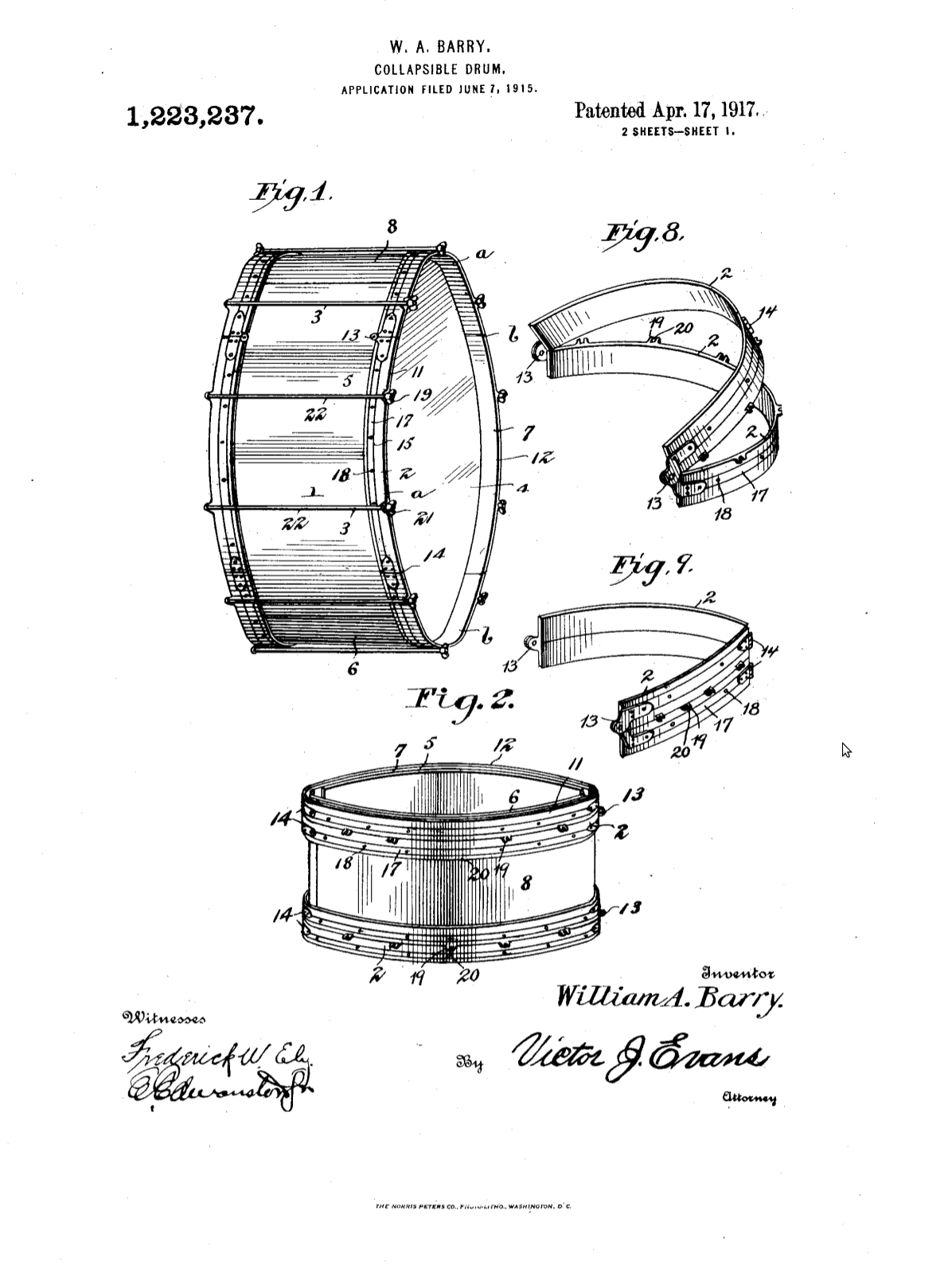
Modelo de bombo plegable patentado por William A. Barry en 1917.

A partir de la década de 1930 se llevó finalmente a cabo una importante reducción en el tamaño de los bombos, así como la introducción de herrajes más ligeros. Aunque no se habían realizado grandes cambios en el diseño del instrumento —exceptuando la llegada de la doble tensión en lugar de la tensión simple o por bellotas de tubo—, el diseño personalizado de parches pintados a mano había cobrado por otra parte cierta importancia. Esto servía como medio para atraer atención sobre el instrumento, que por entonces cumplía básicamente con la función de marcar y mantener el tiempo con figuras sencillas como negras regulares. 

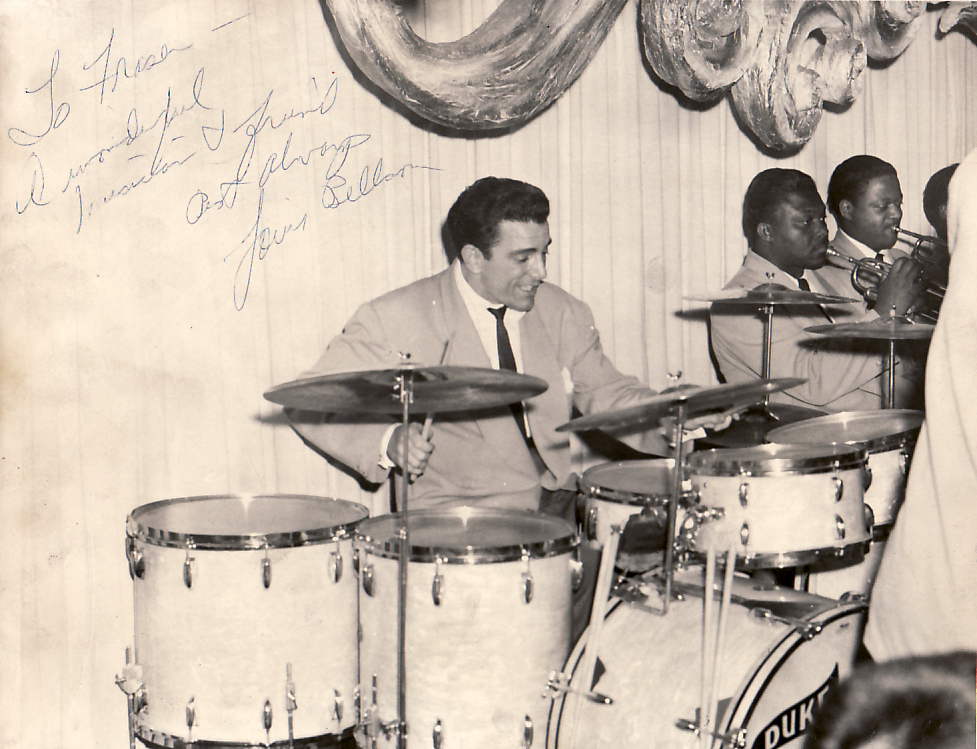
Louie Bellson en 1952.

En 1940, la firma Gretsch empezó a construir modelos de baterías con doble bombo, gracias a la idea de Louie Bellson, y en esa década que empezaba, con la era del Bebop, el rol del bombo en la batería evolucionó para pasar a ser un elemento interactivo, marcando ciertos acentos junto con la caja. Los anteriores bombos de 28" habían pasado a ser sustituidos por modelos más pequeños con diámetros de 20" e incluso 18". Hasta el momento, los cascos se construían de una sola pieza de madera, y Gretsch introdujo otro cambio importante en el diseño de las baterías: el uso de contrachapado.
Más tarde, desde la aparición del Rock a mediados de la década de 1950 empezaron a usarse otra vez bombos más grandes, de 22" y 24", pero siendo esta vez apagados o amortiguados, para sacar máximo rendimiento al ataque. En 1965, Joseph Peters registró una patente de un pedal con el que buscaba poder utilizar dos mazas diferentes en un mismo bombo; Allan Simpson, en 1972, patentó por su parte otro pedal con el cual era posible tocar dos bombos con un solo pie. A partir de la década de 1980, si bien los parches seguían estando amortiguados, se comenzó a admitir la resonancia, y se fue afianzando un diámetro estándar de 22". Modernamente también es habitual el uso de modelos de 18" —principalmente en entornos acústicos y jazz—, o de 20".

### Llegada del plástico a los parches

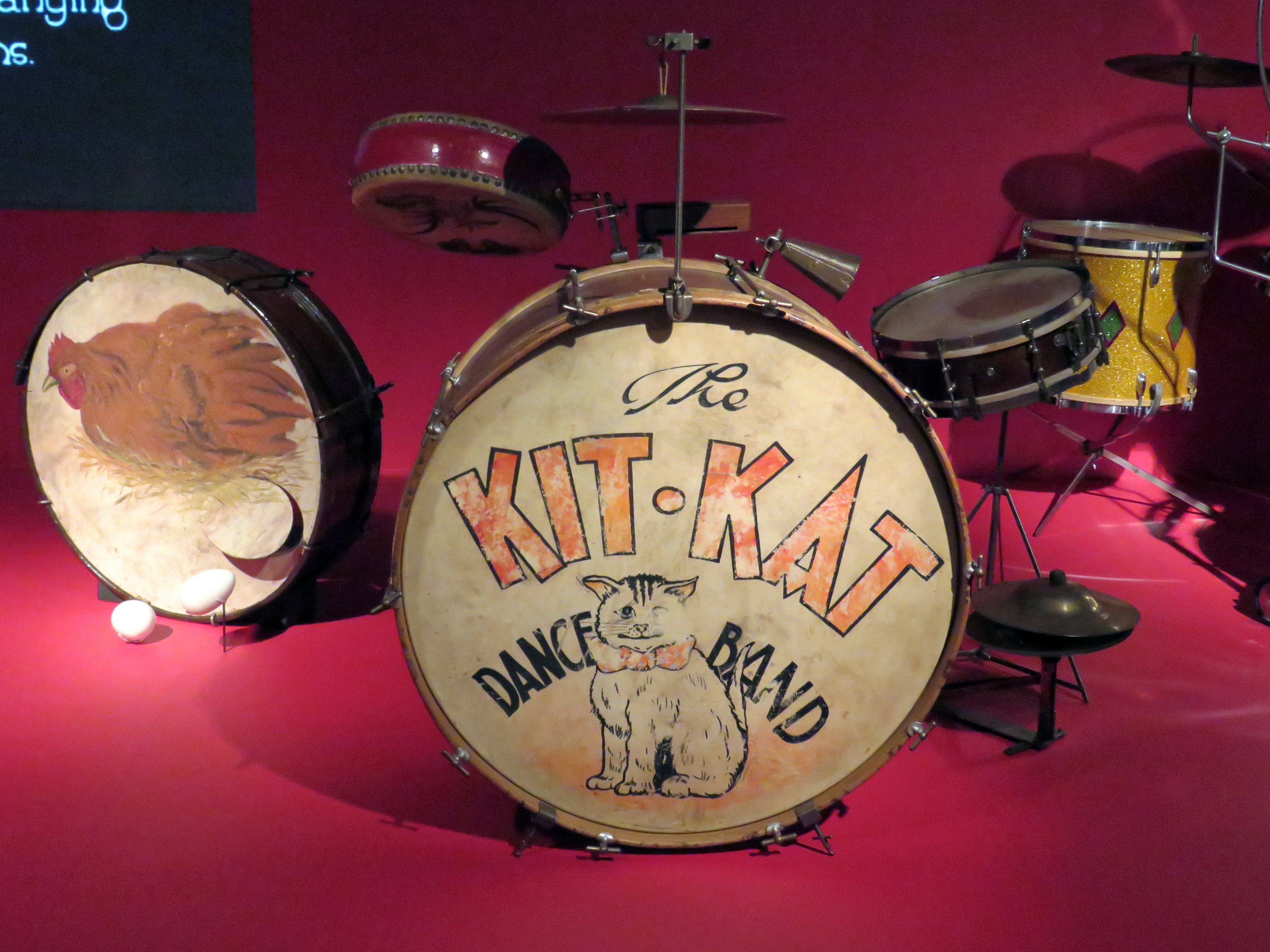
Batería de Kit Cat band, perteneciente a alrededor de la década de 1930.

De forma tradicional, para la construcción de los parches se utilizaba la piel, que es un material higroscópico —es decir, que tiende a absorber la humedad del aire o a desprenderla cuando está seco—. Debido a ello, los parches se volvían prácticamente inutilizables en entornos con mucha humedad en el aire, pues se quedan flojos, pesados y destensados, en detrimento del sonido del instrumento. Por el contrario, en un ambiente demasiado seco se tensaban en exceso e incluso podían llegar a pelarse y romperse.
Se realizaron algunos intentos de construcción de parches con diferentes materiales —como por ejemplo una patente del siglo XIX de parche hecho de paño saturado en acetato de celulosa—, pero ninguna de esas ideas tuvo realmente éxito en el empeño de sustituir la piel como material para fabricar los parches hasta la llegada en la década de 1950 de los modelos sintéticos de Mylar, los cuales no se mostraban afectados por las condiciones climáticas. 

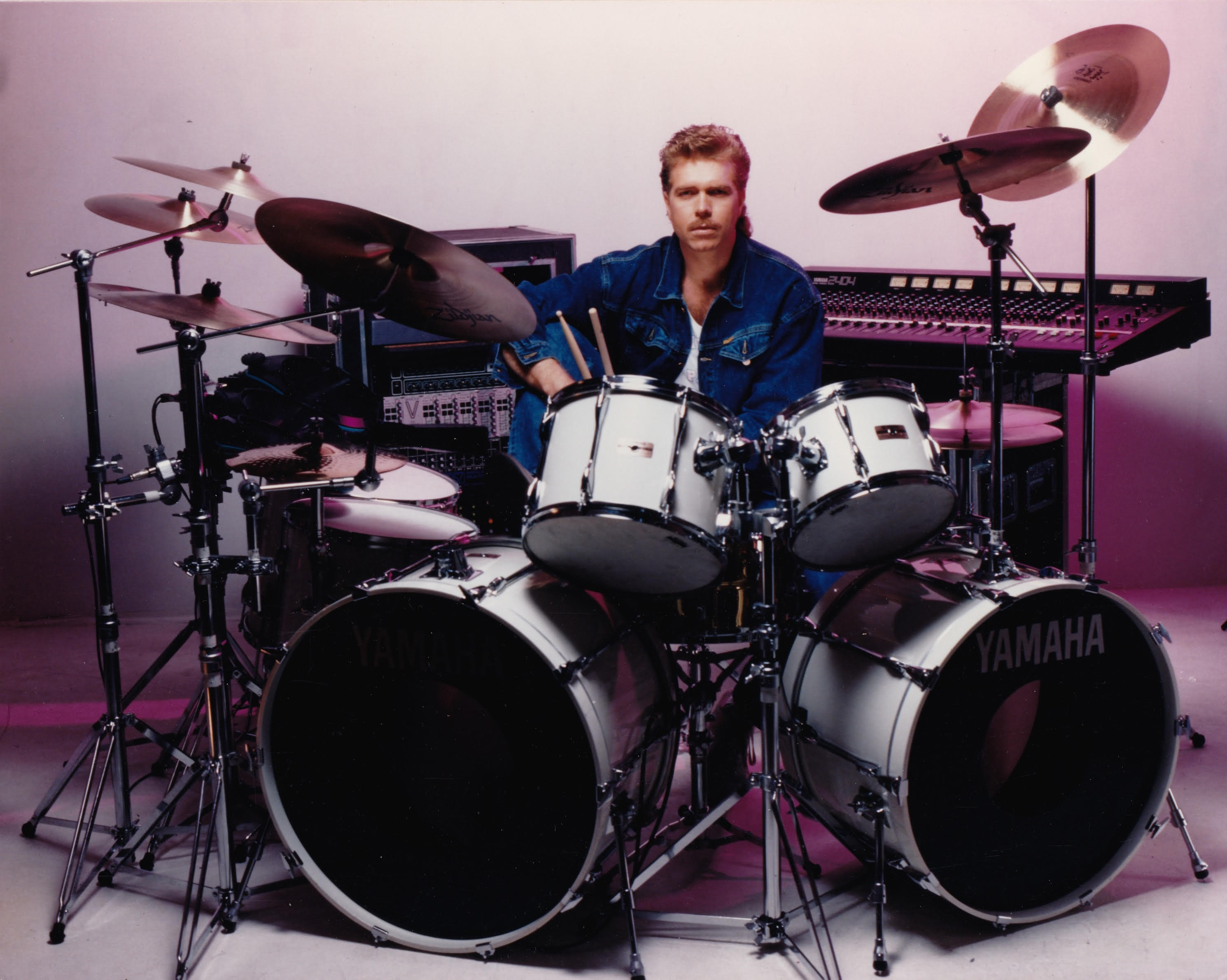
Batería Yamaha de John "JR" Robinson, en 1985

La llegada del Mylar provocó el declive del uso de los parches de piel en la música de baile debido también a otros factores como su coste o su volumen. La música estaba cambiando a finales de la década de 1950; hasta entonces, las formas musicales habían tenido relación con el Swing y tendían hacia el Rock & Roll y el Rythm & Blues. Estos estilos demandaban más sonoridad, acompañando la introducción de instrumentos como la guitarra eléctrica que se habían visto evolucionados desde su diseño acústico tradicional. Los parches de piel, cuya máxima calidad la ofrecen a volúmenes medio-bajos, no podían competir en volumen con el resto de instrumentos amplificados, y su durabilidad se veía resentida al ser usados en esas circunstancias. La aparición del Mylar, bastante más barato que la piel, facilitó también que las propias compañías musicales fabricasen los parches ellas mismas, pudiendo controlar mejor la producción y desligarse de las empresas fabricantes de parches de piel. Las empresas pioneras en la utilización de este material, Evans y Remo, pasaron a copar el mercado, mientras que algunas empresas fabricantes de parches de piel se vinieron abajo o se dedicaron a la industria peletera, y otras, como Ludwig o Slingerland se reconvirtieron al nuevo material.

## Sonido

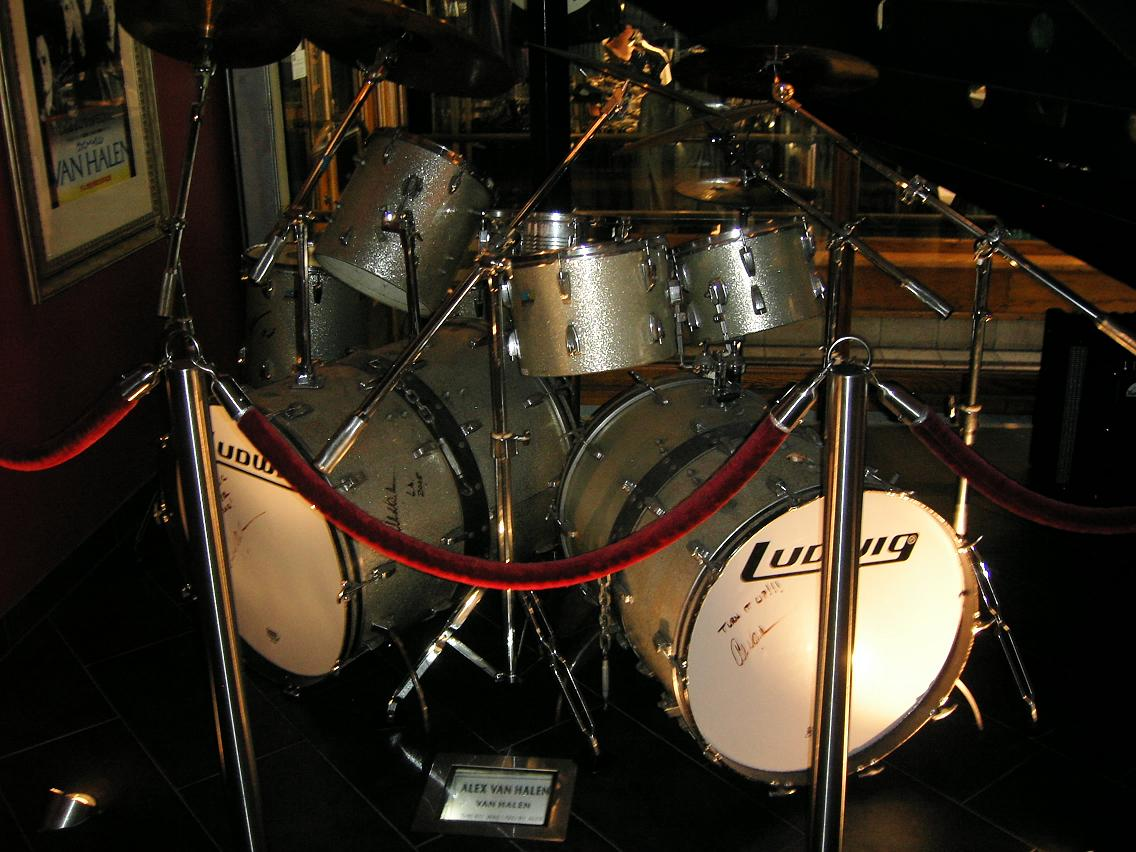
Doble bombo con dos "woofers", en una batería de Alex Van Halen.

El método de golpeo mediante un pedal no permite ninguna variación en la entonación, lo que provoca que los golpeos sean monótonos y suenen más bien muertos y secos. A menudo se usan incluso paños para amortiguar más el sonido, producido habitualmente por mazas con cabeza redonda o cuadrada, de fieltro o madera. Sobre la longitud del bombo, esta afecta más a la respuesta que al sonido, siendo los profundos más apropiados para conseguir potencia y volumen, y los estrechos para contextos acústicos.

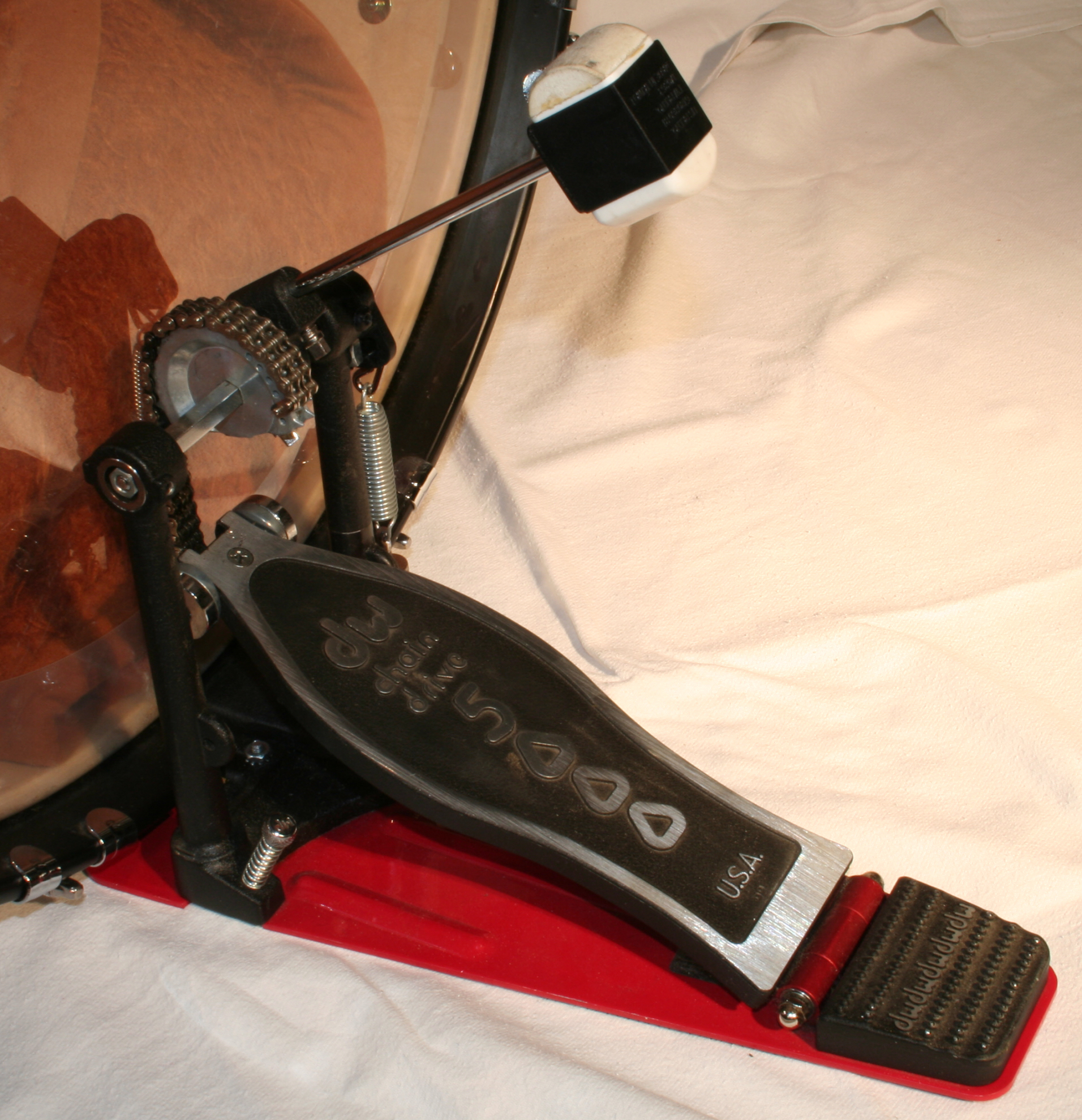
Un pedal moderno de bombo.

Un factor crucial en la resonancia del bombo de pedal es la actuación del parche delantero, o parche resonador. Si bien su ausencia produce nula resonancia, se puede conseguir un mayor ataque y proyección, lo cual en algunos estilos de música puede llegar a ser apropiado. Para conseguir un equilibrio entre estos factores se han llegado a diseñar parches resonadores perforados. Siguiendo con la tendencia creciente de maximización de la resonancia desde la década de 1990, se han diseñado también sistemas como el "Woofer", o resonador para bombo, consistente en un bombo adicional del mismo diámetro pero más estrecho que uno tradicional, que se monta delante del bombo en el que se está tocando.
Existen dos técnicas básicas para tocar el bombo: con el talón abajo y con el talón arriba. Para la primera de ellas el pie, colocado sobre el pedal, provoca mediante un balanceo que la maza golpee el parche, y vuelve inmediatamente a la posición inicial —esto es, el pie apoyado completamente sobre el pedal—. Para la segunda técnica, el talón se retira del pedal, y se utiliza la punta del pie, el cual vuelve posteriormente a la posición inicial. De esta forma, se pueden obtener golpes más fuertes y articulados.
Sobre el mecanismo, cuando el pie descanse encima del pedal, la tensión del resorte debería ser la apropiada para que la maza no haga contacto con el parche; a mayor tensión, más rápido y fuerte será el rebote. Además, el empleo de dobles pedales, tocados sobre un bombo o dos, permite la ejecución de hasta redobles.